# مارك فاليس
مارك فاليس (4 أبريل 1990 أندورا - ) هو لاعب كرة قدم أندوري، يلعب كلاعب وسط.

## وصلات خارجية
مارك فاليس على موقع الاتحاد الدولي (مؤرشف)  (الإنجليزية)
- مارك فاليس على موقع الاتحاد الأوربي (الإنجليزية)
- مارك فاليس على موقع اتحاد النرويج (النرويجية)
- مارك فاليس على موقع قاعدة بيانات كرة القدم.إي يو (الإنجليزية)
- مارك فاليس على موقع ناشيونال فوتبول تيمز (الإنجليزية)
- مارك فاليس على موقع Soccerway.com (الإنجليزية)
- مارك فاليس على موقع عالم كرة القدم.نت (الإنجليزية)
- مارك فاليس على موقع AS.com (الإسبانية)